# ريان بنستي
ريان بنسِتي (بالفرنسية: Rayane Bensetti) ممثل فرنسي ذو أصول جزائرية ولد في رون 19 أبريل 1993. وعرف ريان من خلال فوزه بالنسخة الفرنسية الخامسة للبرنامج التلفزيوني الدولي الرقص مع النجوم.

## بداياته
كطفل، بدأ ريان في مجال الإعلانات التجارية، على سبيل المثال لكارفور وتويز آر أص.
بدأ في الألفينات بالتمثيل التلفزيون ككومبارس في "Il faut sauver Saïd".

## حياته المهنية
لعب ريان دوره الأول على التلفزيون سنة 2008 في «ميستير أ لوكولو». بعد ذلك قام بأداء بعض الأدوار كالفِلم التلفزيوني "Petits arrangements avec ma mère" وفِلم "Arrête de pleurer Pénélope" سنة 2011.
شارك مع فيليب لولوش في مسلسل كليم في دورين رئيسيين بالموسم الخامس والذي بث في مارس 2015، ويلعب ريان فيه دور ديميتري فيران الشاب مثلي الجنس الذي يغوص في علاقة عاطفية قوية مع حبيبه.
في فبراير 2015، صرّح في مقابلة أجريت معه بأنه سيكون في الفِلم القادم للمخرج لوك بيسون.

## فيلموغرافيا

### فِلم
| سنة  | الاسم                      | الدور           |
| ---- | -------------------------- | --------------- |
| 2009 | Les Indous                 | أنتونيو         |
| 2011 | Arrête de pleurer Pénélope | نيكولا (الصغير) |

### تلفزيون
| سنة       | الاسم                            | الدور         | ملاحظات        |
| --------- | -------------------------------- | ------------- | -------------- |
| 2008      | Il faut sauver Saïd              | كومبارس       | فِلم تلفزيوني   |
| 2008-2009 | Mystère à la colo                | إيثان         | مسلسل تلفزيوني |
| 2009      | Un mariage en Algérie            | ريمي          | فِلم تلفزيوني   |
| 2009      | C'est mon tour                   | كومبارس       | فِلم تلفزيوني   |
| 2011      | Petits arrangements avec ma mère | روبي          | فِلم تلفزيوني   |
| 2012      | ديليت دو فيت                     | كومبارس       | فِلم تلفزيوني   |
| 2013      | ليسكاليير دو فير                 |               | فِلم تلفزيوني   |
| 2013      | بيبس                             | بينجِمان فيدال | مسلسل تلفزيوني |
| 2014      | با دنكتيود                       | سفيان         | مسلسل تلفزيوني |
| 2014      | جوزفين، أنج جغاديان              | توني          | مسلسل تلفزيوني |
| 2015      | أكوزي                            | إليوت         | مسلسل تلفزيوني |
| 2015      | كليم                             | ديميتري فيران | مسلسل تلفزيوني |

## روابط خارجية
- ريان بنستي على موقع IMDb (الإنجليزية)
- ريان بنستي على موقع ألو سيني (الفرنسية)
- ريان بنستي على موقع ميوزك برينز (الإنجليزية)
- ريان بنستي على موقع قاعدة بيانات الفيلم (الإنجليزية)
- ريان بنستي على موقع كينوبويسك (الروسية)

- ريان بنستي  على فيسبوك.